# The Night Santa Went Crazy
The Night Santa Went Crazy è un singolo di "Weird Al" Yankovic estratto dall'album Bad Hair Day ed è la parodia di stile dei Soul Asylum.

## Significato
La canzone parla di Babbo Natale che, armato di carabina e vestito con abiti militari, uccide tutti gli elfi e le renne, ma alla fine viene arrestato dall'FBI.

## Tracce
1. The Night Santa Went Crazy – 3:59
2. Christmas at Ground Zero – 3:08

## Il video
Non è mai stato fatto nessun video di questa canzone.